# نگوتینو
شهر نگوتینو (به مقدونی: Неготино) با جمعیت  ۱۹٫۲۱۲   نفر  در استان فاردار کشور جمهوری مقدونیه واقع شده‌است.